# Phryganogryllacris arctata
Phryganogryllacris arctata är en insektsart som först beskrevs av Walker, F. 1869.  Phryganogryllacris arctata ingår i släktet Phryganogryllacris och familjen Gryllacrididae. Inga underarter finns listade i Catalogue of Life.